# سورن پارتئویان
سورن پارتئویان (ارمنی: Սուրեն Պարթևյան؛ انگلیسی: Suren Partevyan زادهٔ ۳۱ اوت ۱۸۷۶ - درگذشته ۲ دسامبر ۱۹۲۱)، نویسنده، روزنامه‌نگار روزنامه‌نگاری اعتقادی ارمنستان بود.

## زندگی‌نامه
با نام اصلی سیساک پارتیزپانیان (ارمنی: Սիսակ Պարտիզպանյան) در ۳۱ اوت ۱۸۷۶ در کنستانتینوپل به دنیا آمد. در زادگاهش در مدرسه‌های «مدرسه بربریان» و «گتروناگان» تحصیل نمود. در میانه دهه ۱۸۹۰ میلادی در جریان کشتار حمیدیه به پاریس پناه برد. در سال ۱۹۰۸ به کنستانتینوپل بازگشت و در شماری از گاهنامه‌ها از جمله «داشینک»، «دزاین هایرنیاتس»، «آزک» و … به عنوان ویراستار فعالیت نمود؛ و مجموعه داستان‌های کوتاه خویش را منتشر نمود. در اوایل دهه ۱۹۲۰ میلادی به اسمیرنا گریخت و روزهای پایانی عمر خویش را در نیز در مصر سپری نمود و سرانجام در ۲ دسامبر ۱۹۲۱ (۱۹۲۲) در سن ۴۵ سالگی در اسکندریه درگذشت.